# Notify
 (juin 2024).
L'article doit être relu — et modifié si nécessaire — par des contributeurs indépendants pour apporter un regard critique aux contributions effectuées en violation des conditions d'utilisation de Wikipédia, tant sur la forme (notamment concernant le style encyclopédique, la proportionnalité) que sur le fond (la neutralité de point de vue, la qualité et l'indépendance des sources).
 (juin 2024).
L'article doit être relu — et modifié si nécessaire — par des contributeurs indépendants pour apporter un regard critique aux contributions effectuées en violation des conditions d'utilisation de Wikipédia, tant sur la forme (notamment concernant le style encyclopédique, la proportionnalité) que sur le fond (la neutralité de point de vue, la qualité et l'indépendance des sources).
 (juin 2024).
Si vous disposez d'ouvrages ou d'articles de référence ou si vous connaissez des sites web de qualité traitant du thème abordé ici, merci de compléter l'article en donnant les références utiles à sa vérifiabilité et en les liant à la section « Notes et références ».
 (juin 2024).
Notify,  est une IA CRM omnicanale et en temps réel qui individualise les échanges entre les marques et leurs clients pour relever quatre défis clés : l'engagement, la fidélisation des consommateurs, la responsabilité des marques et la durabilité des modèles de la relation clients.

## Présentation
Entreprise française présente en France et au Portugal à Coimbra. Notify compte 45 employés.
Notify développe une solution basée sur l'intelligence artificielle et le temps réel afin de détecter le moment et le canal de disponibilité des consommateurs pour leur adresser le message au bon moment et au bon endroit. Cette technologie propriétaire intègre les probabilités de connexion de chaque utilisateur à un moment donné. Les algorithmes de traitement de données, combinés avec des données en temps réel, optimisent la capacité prédictive de la solution et les performances CRM des marques.
Fondée sur un modèle B-to-B, Notify vise les marques dans tous les secteurs d'activité.

## Histoire
Notify c'est l'histoire d'une rencontre entre David Martins Gonçalves, le «geek» passionné par la data, et Franck Lhuerre, le «sales» et serial entrepreneur en marketing digital. Ces deux visionnaires, aux parcours académiques impressionnants (Science Po, Harvard, MIT pour David ; ISC pour Franck), ont uni leurs forces pour relever un défi inédit : trouver le bon moment pour qu'une marque communique efficacement avec chacun de leurs clients chaque jour.
Après 6 ans de R&D, d'AB testing et d'accélération, Notify a mis au point une solution révolutionnaire. L'idée repose sur l'individualisation des messages marketing, permettant aux marques d'être pertinentes dans leurs communications. Pour y parvenir, l'entreprise combine le traitement de données en masse et une technologie de traitement en temps réel.
Grâce à cette alliance unique entre data, technologie et marketing, Notify redéfinit la communication client, offrant aux marques un outil pour interagir de manière pertinente avec chaque client, chaque jour.

## Les fondateurs
Franck Lhuerre, après avoir démarré sa carrière dans le secteur technologique à New York en 1999, a co-fondé et cédé deux entreprises : PageFrance (portail d'édition) et Macati (agence de marketing digital). Depuis 2005, il partage son temps entre Notify et son rôle de business angel.
David Martins Gonçalves, quant à lui, est un data scientist avec 20 ans d'expérience dans les projets digitaux à l'industrie. Il a conçu une plateforme centrée sur le CRM et l'expérience utilisateur, et se passionne pour l'innovation en Data science et l'IA.
Pour accompagner l'accélération et le développement de Notify, Ous Ouzzani, un entrepreneur aguerri dans le marketing digital et la transformation numérique, a rejoint l'aventure en 2022. Ancien client de Notify, Ous apporte son expertise pour structurer la stratégie et les opérations, visant à stimuler la croissance de l'entreprise.
En 2023, Notify convainc 8 business angels, choisis pour leurs expertises, d'investir 1,5 million d'euros, renforçant ainsi leur vision et leurs opérations de croissance.

## Produits
- Ian Activate[6] : Une solution compatible avec toutes les plateformes CRM, qui permet d'interagir avec les clients au moment opportun, garantissant ainsi une expérience de qualité. Elle vise à sécuriser et pérenniser les opérations CRM en améliorant le délivrabilité et la visibilité. Ian Activate booste également les performances en augmentant l'engagement et les taux de conversion. Enfin cette IA, permet de réactiver les clients inactifs, prévenir le churn, et de limiter les besoins en acquisition de nouveaux clients.
- Ian Orchestrate[7] : est une solution qui permet d'arbitrer en temps réel le canal de communication le plus opportun pour chaque individu. Grâce à sa connectivité avec tous les points de contact, elle est essentielle pour la gestion de la pression marketing et la personnalisation des messages. Cette solution individualise les parcours clients, permet la maîtrise de la pression marketing à l'individu, et favorise l'évolution et l'enrichissement du funnel marketing ainsi que les performances des activités CRM.
- Ian Care[8] : est un outil permettant d'engager une dimension RSE globale des entreprises en intégrant le digital et le CRM. Cette IA, limite les émissions carbones numériques en gérant de manière optimale le nombre d'activation par client. Elle permet également d'«éco-arbitrer» avec des critères éco-environnementaux novateurs (appareils / terminaux / serveurs / connectivité/taille du message / flux / mix énergétique en temps réel) pour envoyer chaque message avec la meilleure sobriété carbone possible[9].